# 示巴人

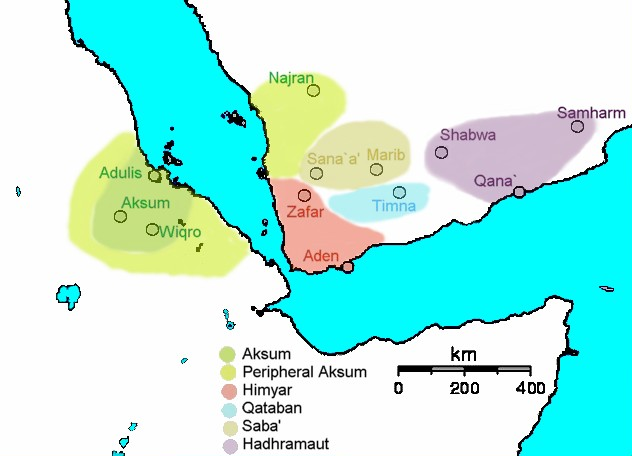
3世纪的赛伯伊人。

赛伯伊人(阿拉伯语：‎，希伯來語：‎）是一类古代说古南阿拉伯语及居住在阿拉伯半岛西南部（今也门）的族群。
赛伯伊人聚居在圣经上所指的示巴王國，这是一个兴盛了上千年的贸易城市，在今也门。
现代考古研究支持的观点，示巴王国圣经中的示巴王国是古代闪族赛伯伊人在今也门的文明。时间在公元前1200年至公元275年之间，首都位于马里卜。